# County Louth
County Louth (Iers: Lú) is een graafschap aan de oostkust van Ierland, in de provincie Leinster. De hoofdstad is Dundalk. De andere grote stad in het graafschap is Drogheda. Het is in oppervlakte het kleinste graafschap van het land.
Louth maakte in de geschiedenis deel uit van het koninkrijk Oriel en was de plaats waar veel van de epische verhalen van de Ierse mythologie plaatsvinden. Een beroemd verhaal is dat van Cú Chulainn en de Runderroof van Cooley. Cooley is het schiereiland aan de meest oostelijke kant van het graafschap, met als belangrijkste plaats Carlingford.
In de latere geschiedenis speelt Drogheda een grote rol, met name toen in 1649 Cromwells troepen naar de stad kwamen en alle tegenstanders met bruut geweld om het leven brachten. Ierland kwam uiteindelijk in 1690 onder Engels gezag, nadat de protestantse Willem van Oranje bij de Slag aan de Boyne de Engelse katholieke koning Jacobus II versloeg.
Door de nabijheid van de Britse grens heeft het gebied ook sterke republikeinse banden, en was ook lange tijd een veilige haven voor IRA- activisten.
Op Ierse nummerplaten wordt het graafschap afgekort tot LH.

## Plaatsen
| Engels       | Iers                | Inwoners |
| ------------ | ------------------- | -------- |
| Ardee        | Baile Átha Fhirdhia | 4.928    |
| Clogherhead  | Ceann Chlochair     | 2.145    |
| Drogheda     | Droichead Átha      | 44.135   |
| Dundalk      | Dún Dealgan         | 43.112   |
| Termonfeckin | Tearmann Feichin    | 1.983    |

## Galerij

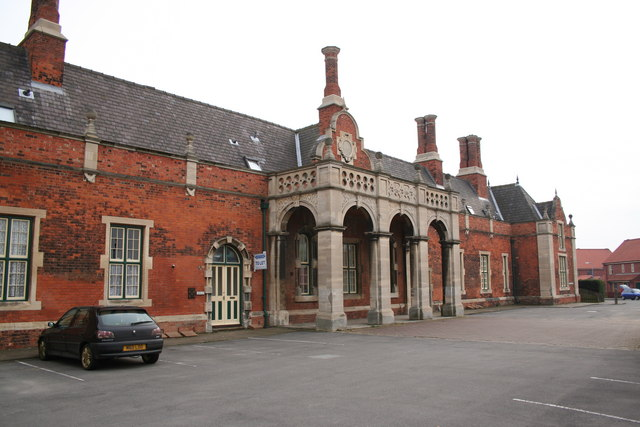
Louth Station
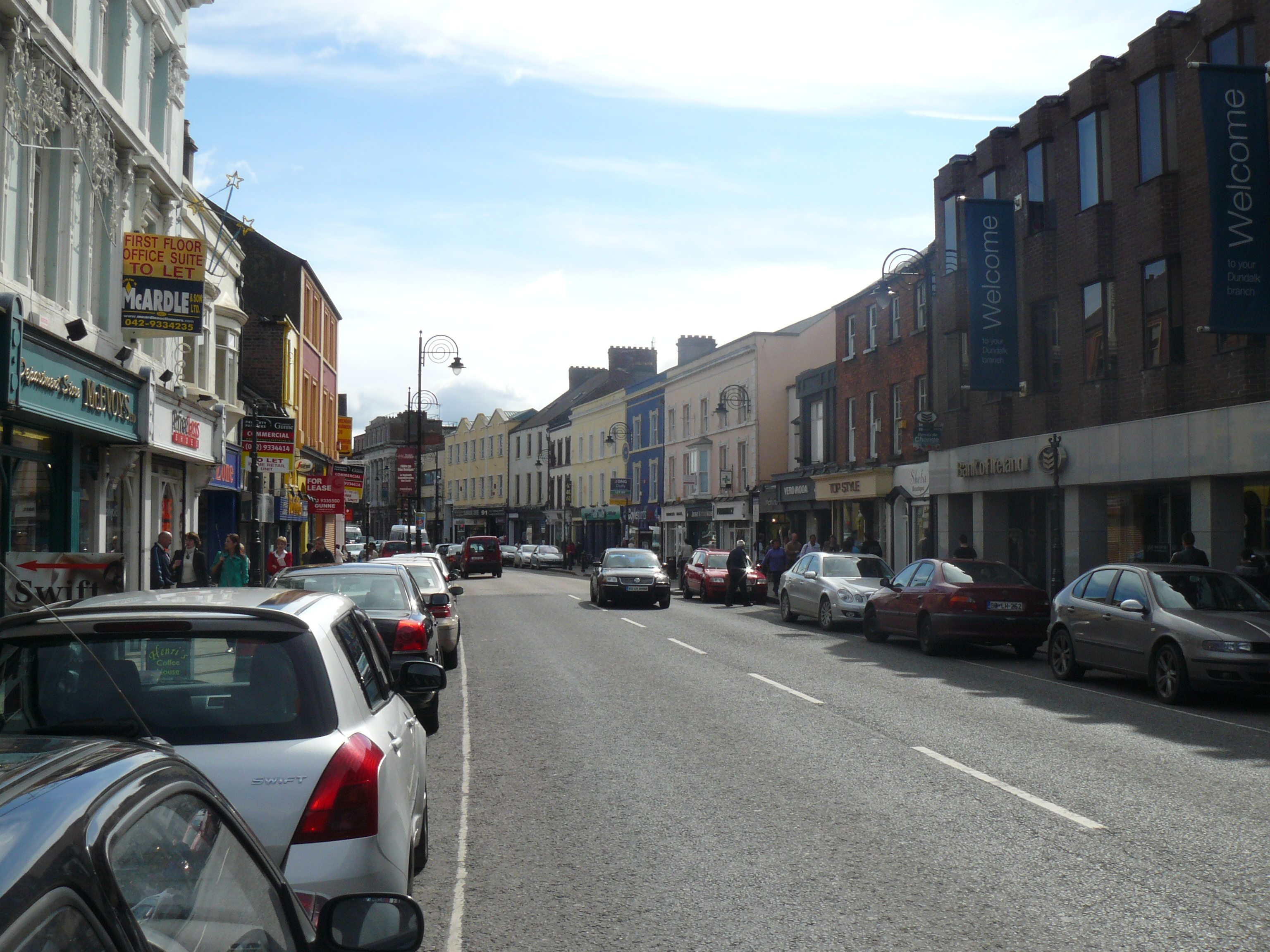
Clanbrassil Street in Dundalk
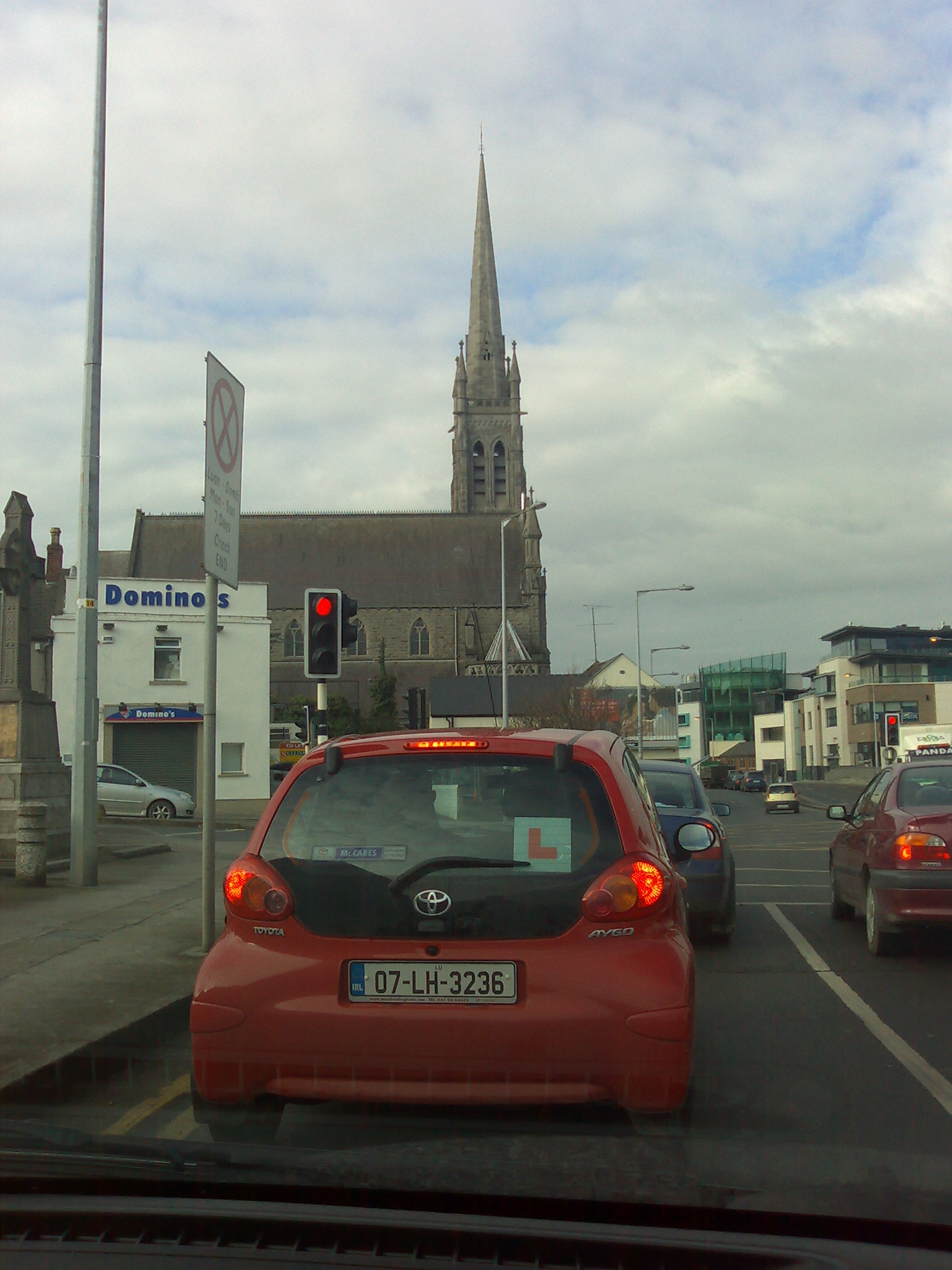
Straat in Drogheda